# 久米宏のニッポン百年物語
『久米宏のニッポン百年物語』（くめひろしのニッポンひゃくねんものがたり）は、2013年から2014年、および2014年から2015年の年末年始にかけて、在京キー局系列のBS衛星放送が共同で製作した特別番組である。司会を務める久米宏の冠番組である。

## 概要
日本が歩んできた20世紀から21世紀をまたぐこの100年の動きを、各チャンネルごとに毎日1つずつ取り上げてみていきながら、司会を務める久米宏がそれぞれの専門家、有識者とともに、これからの日本に必要なもの、また見えてきたものとは何かを考えていくというものである。
2014-15年の年末年始にこのシリーズの第2弾「久米宏・未来への伝言 ニッポン百年物語」と題して放送されることが決定した。

## 放送日時・内容

### 2013-14年
| 初回放送年月日・放送時間  | 再放送年月日・放送時間                            | 製作放送局 | テーマ                                          | ゲスト                                                                  |
| ------------------------- | ------------------------------------------------- | ---------- | ----------------------------------------------- | ----------------------------------------------------------------------- |
| 2013年12月29日21:00-23:00 | 2014年1月12日16:00-18:00 2014年1月19日16:00-18:00 | BS日テレ   | 「おいしさは力だった」（食の100年）             | リリー・フランキー（タレント・エッセイスト） MEGUMI（グラビアアイドル） |
| 2013年12月30日21:00-23:00 | 2014年1月13日22:00-24:00 2014年1月18日15:00-17:00 | BSフジ     | 「日本人はなぜ長寿になったのか」（医学の100年） | 五木寛之（作家） 田中雅美（スポーツ評論家） 日野原重明（医師）          |
| 2014年1月1日21:00-23:00   | 2014年1月13日10:00-12:00 2014年1月19日15:00-17:00 | BS-TBS     | 「未来に残すべきニッポンの歌」（流行歌の100年） | 秋元康（プロデューサー） 近田春夫（歌手）                               |
| 2014年1月2日21:00-23:00   | 2014年1月13日13:54-15:55 2014年1月19日13:00-15:00 | BS朝日     | 「日本人は鉄道が作った?」（鉄道の100年）        | 山田洋次（映画監督） ロバート・キャンベル（東京大学教授）               |
| 2014年1月3日21:00-23:00   | 2014年1月12日12:00-14:00 2014年1月19日12:00-14:00 | BSジャパン | 「人生相談にみる日本人」（家族の100年）         | 糸井重里（コピーライター） 中川翔子（タレント・女優）                   |

### 2014-15年
| 初回放送年月日・放送時間  | 再放送年月日・放送時間   | 製作放送局 | テーマ           | ゲスト                                                                                |
| ------------------------- | ------------------------ | ---------- | ---------------- | ------------------------------------------------------------------------------------- |
| 2014年12月28日21:00-23:00 | 2015年1月25日12:00-14:00 | BS日テレ   | 「ベストセラー」 | 黒柳徹子（タレント） 又吉直樹（ピース） 筒井康隆（SF作家） 久保田磨希（女優）         |
| 2014年12月29日21:00-23:00 | 2015年1月4日13:00-15:00  | BSフジ     | 「人口」         | 二階堂ふみ（女優） 鬼頭宏（経済学者） 山崎亮（ランドエスケープデザイナー）            |
| 2014年12月30日21:00-23:00 | 2015年1月25日15:00-17:00 | BS朝日     | 「受験」         | 光浦靖子（オアシズ） 伊集院光（タレント） 小宮山悟（野球評論家）                      |
| 2015年1月2日21:00-23:00   | 2015年1月25日19:00-21:00 | BSジャパン | 「バカ」         | 糸井重里（コピーライター） 中野信子（医学博士）                                       |
| 2015年1月3日21:00-23:00   | 2015年1月31日15:00-17:00 | BS-TBS     | 「美女」         | おすぎとピーコ（おすぎ=映画評論家、ピーコ=ファッション評論家） 山田五郎（美術評論家） |

※共通オープニングナレーター：神田沙也加